# Threlkeld Quarry and Mining Museum
| Threlkeld Quarry & Mining Museum  | Threlkeld Quarry & Mining Museum |
| --------------------------------- | -------------------------------- |
| Hunslet-Diesellok mit Personenzug |                                  |
|                                   |                                  |
| Streckenlänge:                    | 0,8 km                           |
| Spurweite:                        | 610 mm (2-Fuß-Spur)              |
|                                   |                                  |

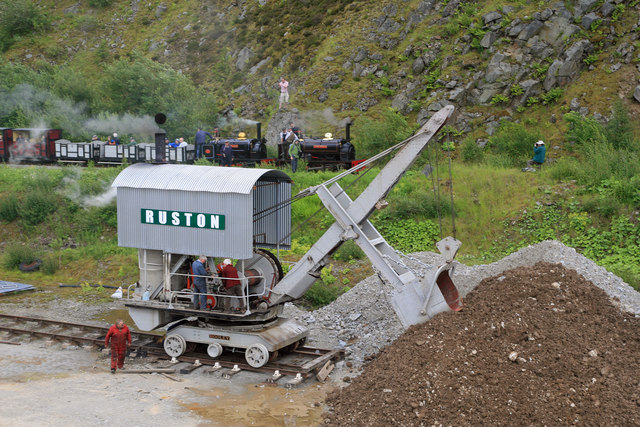
Ruston-Dampfbagger und Schmalspurbahn mit zwei Dampfloks

Das Threlkeld Quarry & Mining Museum ist ein Steinbruch- und Bergbaumuseum in Threlkeld östlich von Keswick im Lake District in Cumbria, Großbritannien.

## Bergwerk

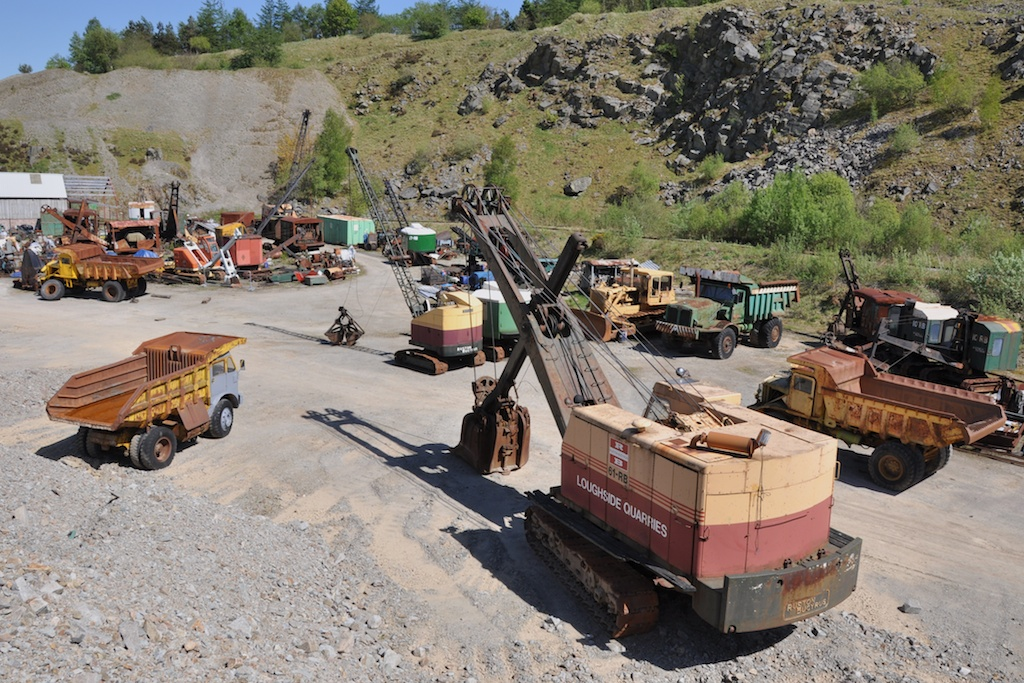
Freilichtmuseum

Der Steinbruch von Threlkeld wurde 1870 eröffnet, um Granit als Gleisschotter für den Bau der Bahnlinie Penrith–Keswick abzubauen. Später wurde das Granitgestein für den Staudamm von Thirlmere, als Gleisbauschotter für die Bahnlinie Crewe–Carlisle, zur Straßenpflasterung, als Bordstein und zum Hausbau eingesetzt. Das Bergwerk wurde 1982 geschlossen und beheimatet seitdem das Threlkeld Quarry & Mining Museum, das von einigen ehrenamtlichen und angestellten Mitarbeitern betrieben wird.

## Eisenbahn

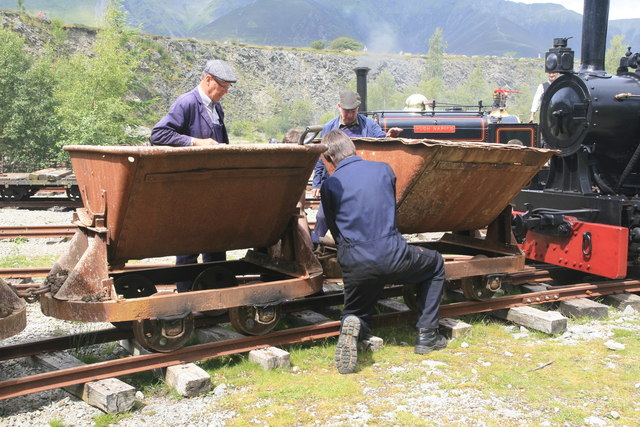
Schmalspurbahn-Kipploren

Das Gleis der Feldbahn mit einer Spurweite von 610 mm (2 Fuß) wurde neu verlegt und bietet den Besuchern eine gefahrlose Zufahrt in die Grube, um sich die Steinbrüche anzuschauen. Einige Lokomotiven werden regelmäßig eingesetzt, andere sind im oberen Lokschuppen ausgestellt.

### Sir Tom
Die Dampflok Sir Tom wurde 1926 von W.G. Bagnall in Stafford gebaut und nach Sir Tom Callender, dem Gründer der British Insulated Callender's Cables (BICC) benannt. Die zweiachsige Satteltanklokomotive wurde bei BICC in Kent bis 1968 industriell eingesetzt. Danach war sie 30 Jahre lang abgestellt, bis sie 2001 nach Threlkeld kam, dort generalüberholt wurde und seit 2010 für den Personenverkehr eingesetzt wird.

### Hunslet
Die zweiachsige Hunslet-Diesellok mit 50 PS wurde 1945 gebaut und vom National Coal Board untertage in South Yorkshire eingesetzt, bis die Kohlengrube geschlossen wurde. Danach wurde sie mit Druckluftbremsen ausgerüstet, um sie regelmäßig für den Personenverkehr einzusetzen.

### Ruston
Die Ruston-48-DL-Diesellok wurde 1947 gebaut und im Royal Navy Armaments Depot in Broughton Nook, bei Cockermouth eingesetzt. Sie wurde beschafft, als das Depot 1994 geschlossen wurde, und von einer Spurweite von 762 mm (2½ Fuß) auf 610 mm (2 Fuß) umgespurt sowie mit Druckluftbremsen ausgestattet.

## Stollen
Das Museum hat einen Stollen, der in Zusammenarbeit mit der Cumbria Amenity Trust Mining History Society und einigen Freiwilligen angeschlagen wurde. Eine Führung durch den Stollen ist für viele Besucher der Höhepunkt ihres Besuches. Führungen sind vom Wetter und der Verfügbarkeit von Führern abhängig.

## Museum
Das Museum ist schon seit 1991 in Betrieb und wird immer weiter vergrößert. Es ist von Ostern bis Oktober täglich geöffnet.

## Freilichtausstellung
Im Freigelände ist mit 70 Fahrzeugen die größte Sammlung von historischen Baggern Großbritanniens ausgestellt, von denen viele einsatzbereit sind. An Arbeitswochenenden (‘Working Weekends’), normalerweise im Mai und September, werden diese vorgeführt. Der älteste Dampfbagger der Sammlung ist ein Ruston & Proctor aus dem Jahr 1909. Er wurde mit Mitteln des Heritage Lottery Fund generalüberholt und im Mai 2015 wieder in Betrieb genommen.

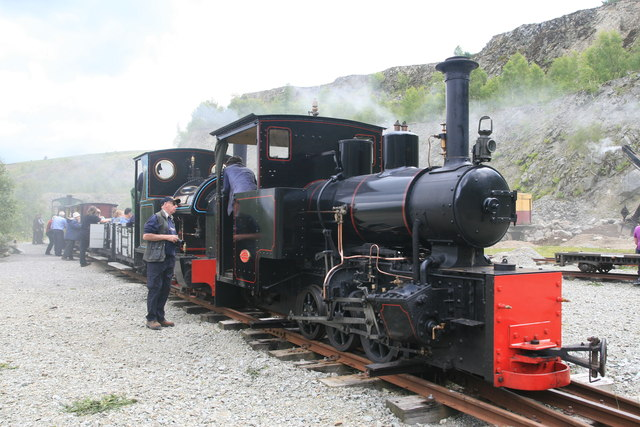
Hudswell Clarke Dampflok
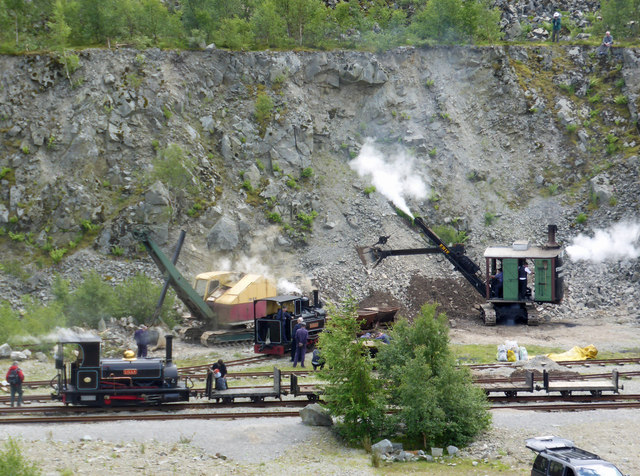
Dampfbetriebener Bergbau
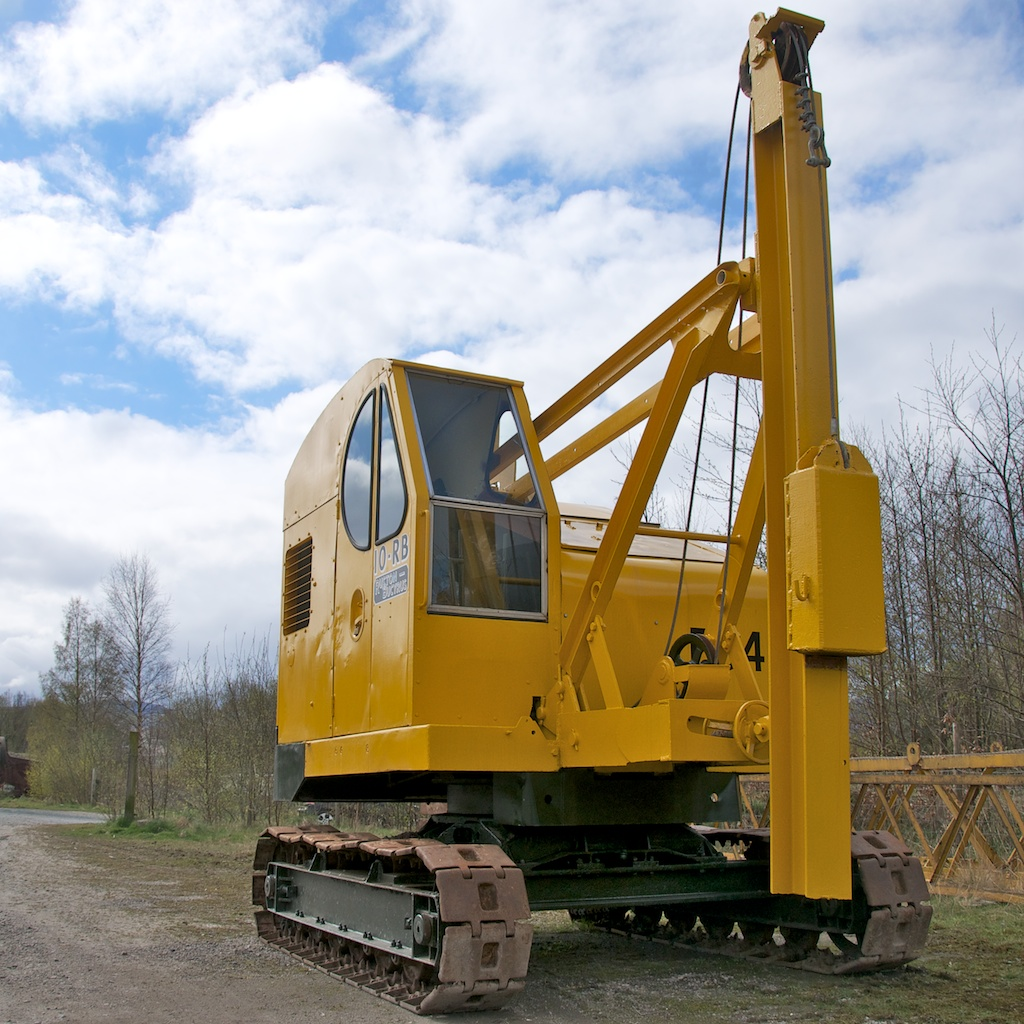
Ruston Pfahl-Ramme
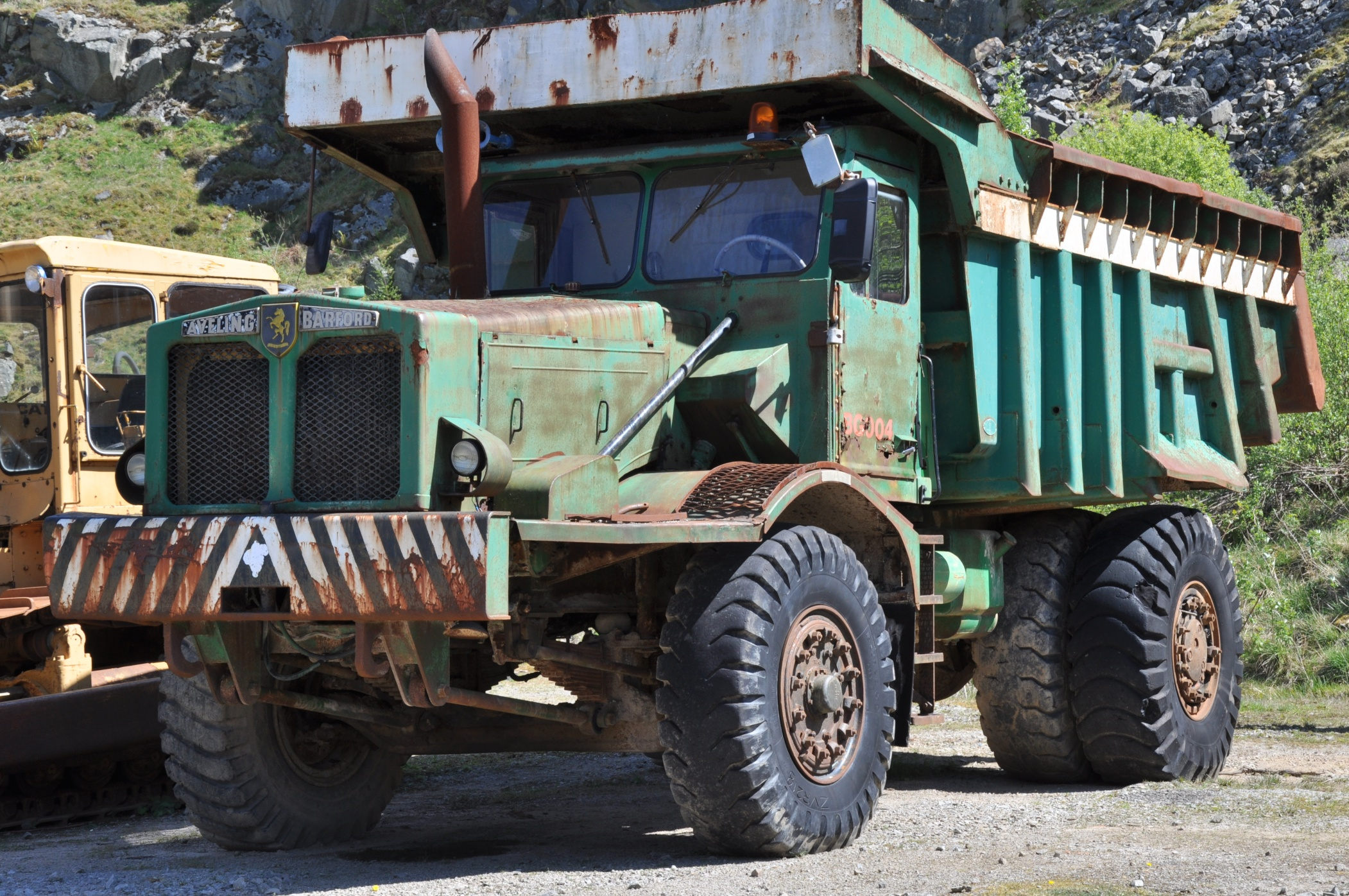
Aveling-Barford Kipplaster
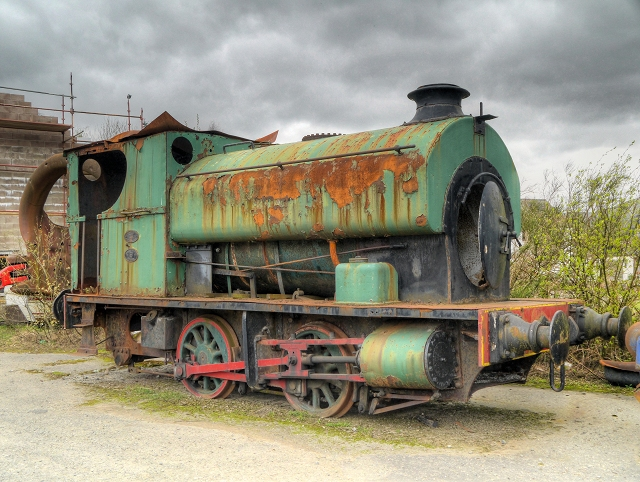
Dampflok

Seit das Grasen von Schafen durch einen Zaun unterbunden wurde, hat sich in dem nährstoffreichen Granit ein Habitat mit Kornblumen, Flockenblumen, Gewöhnlichem Hornklee, Acker-Witwenblumen und Knabenkräutern sowie Hauhechel-Bläuling-Schmetterlingen und Kleinen Feuerfaltern ausgebildet.
An einem Bach darf man sein Glück als Goldwäscher versuchen.